# Schaltwegverkürzung
Eine Schaltwegverkürzung (englisch: Short Shifter) wird in PKWs mit Schaltgetriebe verwendet, um die Schaltwege beim Gangwechsel zu verkürzen. Der serienmäßig verbaute Schaltknüppel wird dabei durch einen Schwergewichtschaltknauf mit veränderter Hebelwirkung ersetzt, zusätzlich kann der Schalthebel entsprechend bearbeitet oder ersetzt werden. Mit dieser Maßnahme wird erreicht, dass am Ende des Schaltknüppels, an dem der Schaltknauf aufsitzt, beim Gangwechsel ein geringerer Weg zurückgelegt werden muss. Bewährt haben sich Werte von 60–80 % des Originalschaltweges. Bei weniger wird die aufzuwendende Kraft meist zu groß und der Schaltweg unpräzise.
Die Schaltwegverkürzung wird häufig in der Tuning-Szene eingesetzt.